# A Filha do General

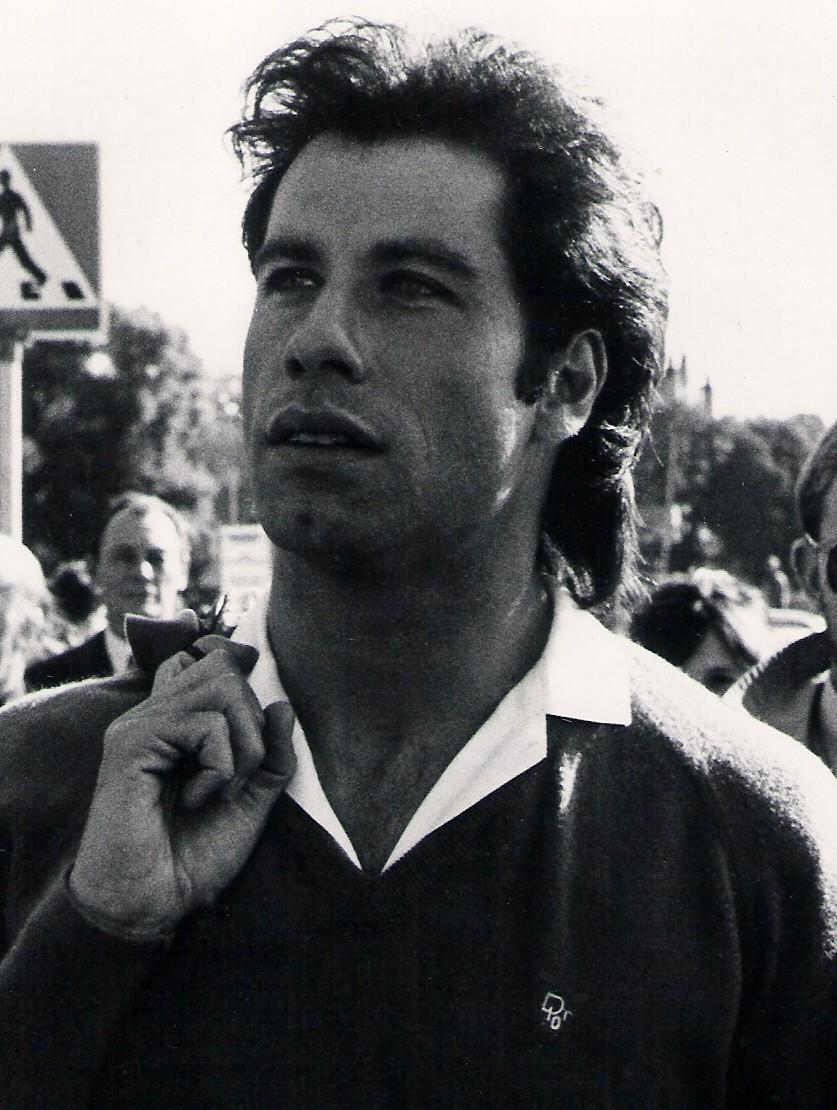
John Travolta

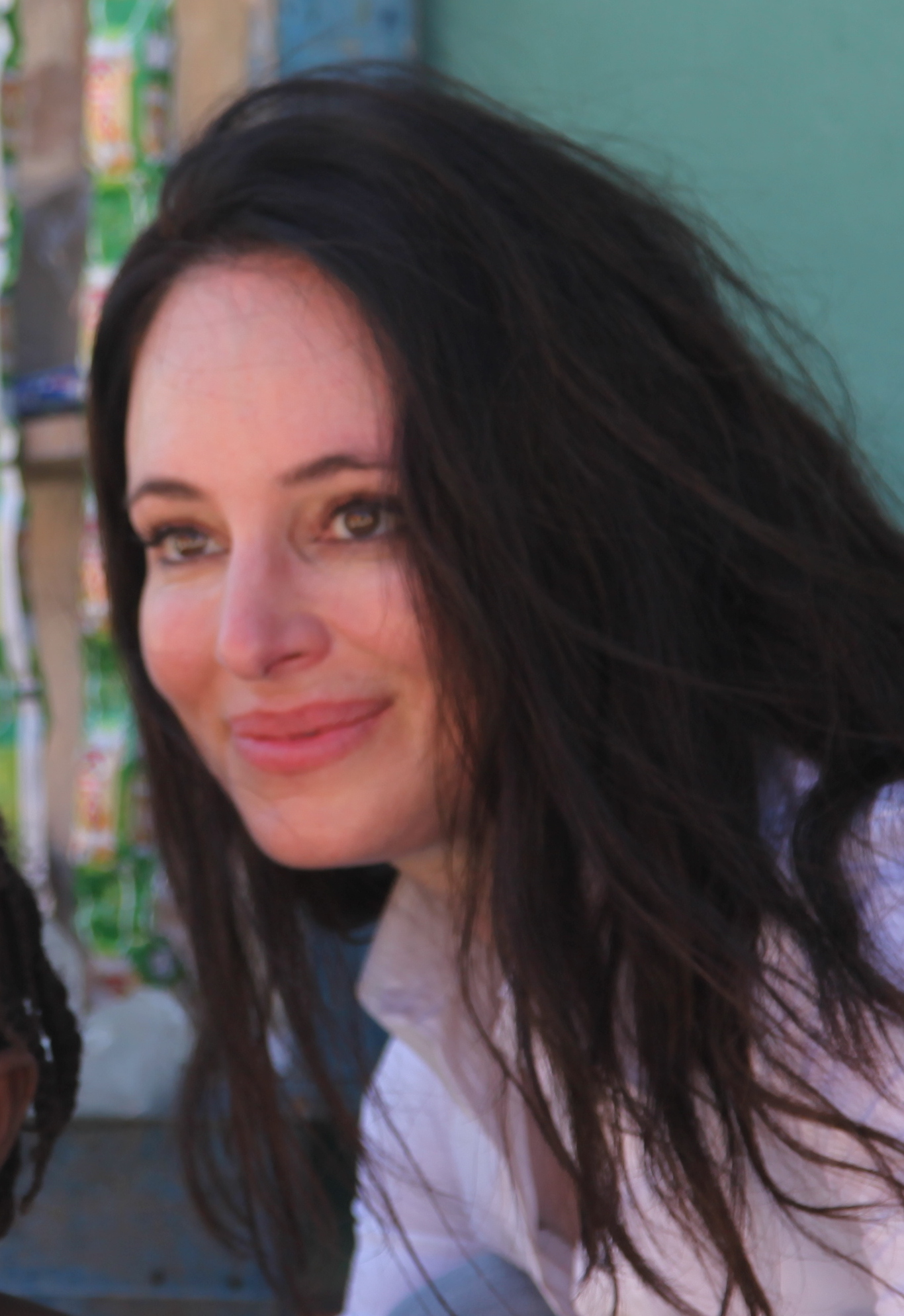
Madeleine Stowe

A Filha do General (em inglês:  The General's Daughter) é um filme estadunidense de 1999, dos gêneros mistério, policial e suspense, dirigido por Simon West, com roteiro de William Goldman e Christopher Bertolini, baseado em livro homônimo de Nelson DeMille.

## Sinopse
Um respeitado general que está sendo cotado para concorrer à presidência dos Estados Unidos da América, tem sua filha, uma capitã do exército, encontrada morta em uma base militar. Um investigador do exército é chamado para resolver o caso, e conta com a ajuda de uma advogada.

## Elenco
- John Travolta .... Paul Brenner
- Madeleine Stowe .... Sara Sunhill
- James Cromwell .... general Joseph Campbell
- Timothy Hutton .... coronel William Kent
- Leslie Stefanson .... capitã Elizabeth Campbell
- Daniel von Bargen .... chefe Yardley
- Clarence Williams III .... coronel George Fowler
- James Woods .... coronel Robert Moore
- Mark Boone Junior .... Elkins
- John Beasley .... coronel Donald Slesinger
- Boyd Kestner .... capitão Jack Elby
- John Benjamin Hickey .... capitão Goodson
- Brad Beyer .... Bransford
- Peter Weireter .... Belling
- John Frankenheimer .... general Sonnenberg

## Produção
The General's Daughter foi dirigida por Simon West e produzida por Mace Neufeld. Foi uma adaptação cinematográfica do livro best-seller de mesmo nome, escrito por Nelson DeMille e publicado em 1992. William Goldman fez alguns trabalhos no roteiro. Michael Douglas foi originalmente ligado ao filme. Nelson DeMille queria Bruce Willis como Paul Brenner.
Grande parte do filme foi filmada em vários locais e em torno de Savannah, na Geórgia.
Uma cena de amor entre Travolta e Stowe foi cortada do filme.
Duas mudanças importantes foram feitas após as provas: o personagem de Travolta adotou uma postura moral mais forte no final, e ficou mais claro no início que ele era um investigador militar trabalhando disfarçado.

## Recepção
Com um orçamento de US$95 milhões, o filme arrecadou quase US$102,705,852 nas bilheterias domésticas e US$47,000,000 no exterior para um total de US$149,705,852.

## Resposta da crítica
O filme teve geralmente críticas negativas com 22% de aprovação no Rotten Tomatoes, com base em 89 críticas com uma classificação média de 4,3/10. O consenso é "performances artificiais e sequências exageradas oferecem pouco drama real". No Metacritic, o filme tem uma pontuação de 47%, com base em críticas de 24 críticos. O público pesquisado pelo CinemaScore atribuiu ao filme uma nota "B+" na escala de A a F.

## Principais prêmios e indicações
ALMA Awards 2000 (American Latino Media Arts Awards, EUA)
- Indicado na categoria de Melhor Atriz de Cinema (Madeleine Stowe).

Hollywood Makeup Artist and Hair Stylist Guild Awards 2000 (EUA)
- Venceu na categoria de Melhor Maquiagem Contemporânea.